# 無声歯茎硬口蓋破擦音
無声歯茎硬口蓋破擦音（むせい しけい こうこうがい はさつおん）とは子音の類型の一つ。舌尖が下歯茎についたまま盛り上がった舌端と歯茎から硬口蓋にわたる範囲で閉鎖を作り、ゆっくりと開放することによって隙間から生じる摩擦を伴う音。国際音声字母では [t͡ɕ] のように二つの記号をタイで結んで表記する。かつては [ʨ] (U+02A8) と合字で書いていた。さらに略記で [tɕ]（文字参照は &#116;&#597;）と記される。

## 特徴
- 気流の起こし手 - 肺臓からの呼気。
- 発声 - 声帯の振動を伴わない無声音。
- 調音
  - 調音位置 - 舌端と歯茎・硬口蓋による歯茎硬口蓋音。
  - 調音方法
    - 口腔内の気流 - 舌の中央を気流が通る中線音
    - 調音器官の接近度 - 完全な閉鎖をゆっくりと開放することによって隙間から起こる摩擦を伴う破裂音（破擦音）。
    - 口蓋帆の位置 - 口蓋帆を持ち上げて鼻腔への通路を塞いだ口音。

## 言語例
- 日本語 - 茶 [t͡ɕa]。日本語ではち、ちゃ、ちゅ、ちょの子音に現れる。
- ロシア語 - ч
- ポーランド語 - ci-: ciastko [ˈt͡ɕastko] （菓子）; ć: słuchać [ˈswuxat͡ɕ]（聞く）
- 中国語 - j （ピンイン） ㄐ（注音符号）、q （ピンイン） ㄑ（注音符号） 有気音 [ʨʰ]
- チベット語 - ཅ (ca)、ཆ , ཇ (cha) 有気音 [ʨʰ]
- タイ語 - จ （発音記号 (タイ語)では c と書く。）、ฉ, ช, ฌ (ch) 有気音 [ʨʰ]
- 朝鮮語 - 잠 [t͡ɕam] （眠り、韓国標準発音）